# 瓦拉拉約克山
11°57′12″S 76°05′15″W / 11.95333°S 76.08750°W
瓦拉拉約克山（Wararayuq），是秘魯的山峰，位於該國中南部利馬大區，由瓦羅奇里省的聖洛倫索德金蒂區負責管轄，屬於帕里亞卡卡山脈的一部分，海拔高度5,354米。